# Peter Lorimer
Peter Patrick Lorimer (Dundee, 14 december 1946 - Leeds, 20 maart 2021) was een Schotse profvoetballer die vooral bekend werd door zijn tijd bij Leeds United en Schotland eind jaren 60 en begin jaren 70. Hij was een aanvallende middenvelder en de jongste debutant ooit voor Leeds, die bekend stond om zijn krachtige afstandsschoten. Lorimer is de clubrecordhouder met 238 doelpunten in alle competities, en werd door fans verkozen tot Leeds' negende beste speler ooit en als deel van het beste Leeds United team aller tijden.
Na zijn voetbalpensioen werd Lorimer lid van de raad van bestuur van Leeds United, gaf hij wedstrijdcommentaar op BBC Radio Leeds en Yorkshire Radio en schreef hij regelmatig een column in de Yorkshire Evening Post. Vanaf april 2013 bekleedde hij de positie van clubambassadeur.

## Jeugd
Lorimer werd geboren in Dundee als zoon van Janet en Peter Lorimer, en groeide op in het stadsdeel Broughty Ferry aan de rand van de stad. Hij ging naar de Eastern Primary School en later naar de Stobswell Secondary School, waar hij begon met voetballen voor het schoolvoetbalteam.

## Clubcarrière

### Leeds United
Na jeugdvoetbal gespeeld te hebben in Dundee, tekende Lorimer in mei 1962 op 15-jarige leeftijd voor Leeds United. Hij was opgevallen bij de club nadat hij voor het Schotse nationale schoolelftal gescoord had in een 4-2 overwinning op hun leeftijdsgenoten van Engeland. Hij maakte zijn debuut voor Leeds United op 29 september 1962 tegen Southampton, toen hij 15 jaar en 289 dagen oud was, en werd daarmee de jongste speler die voor het eerste team speelde.
Nadat hij in zijn eerste seizoenen nog vaker wisselspeler was, begonnen Lorimer's prestaties vanaf het seizoen 1965-66 regelmatig op te vallen. In dat seizoen speelde hij speelde 34 keer in de Football League First Division en scoorde 19 doelpunten, wat meer was dan elke andere speler van Leeds United dat seizoen gescoord had. Als een behendige en ijverige speler die het beste opereerde in een dwalende positie of achter twee belangrijke spitsen (meestal Allan Clarke en Mick Jones), werd Lorimer een frequente en vaak spectaculaire doelpuntenmaker. Door zijn prestaties kreeg hij verschillende bijnamen die voortkwamen uit zijn krachtige schoten, waarvan "HotShot" en "Lash" de twee meest voorkomende waren. Hij werd beroemd om zijn schotkracht, waarbij zijn schoten vaak snelheden tot 145 km/u bereikten. Ooit werd één van zijn strafschoppen geregistreerd met een snelheid van 172 km/u.
In totaal kwam Lorimer tussen 1962 en 1979 uit voor Leeds United, met een korte uitleenperiode aan Cape Town City in Zuid-Afrika in 1971, en hij scoorde 219 doelpunten te hebben gemaakt in 616 optredens voor de club. Naast zijn persoonlijke records won Lorimer in zijn tijd bij Leeds ook tweemaal het landskampioenschap, een FA Cup, een League Cup, een Charity Shield en twee keer de Jaarbeursstedenbeker. Lorimer maakte daarmee deel uit van het meest succesvolle team in de clubgeschiedenis.

### Verdere voetbalcarrière
In 1979 maakte Lorimer de overstap naar York City, waar hij twee seizoenen voor speelde. Tijdens zijn periode in York beproefde hij ook zijn geluk in de North American Soccer League (NASL), waar hij voor Toronto Blizzard (1979-1980) en de Vancouver Whitecaps (1981-83) uitkwam. Aan het einde van zijn periode in Amerika werd hij in januari 1983 uitgeleend aan University College Dublin, waar hij echter amper aan spelen toe kwam.
Lorimer keerde in 1983 op 37-jarige leeftijd terug naar Leeds United, twee seizoenen nadat Leeds was afgezakt naar de Football League Second Division. Hij speelde onder trainer en oud-teamgenoot Eddie Gray (die een jaar jonger was dan hem) en brak in de twee seizoenen bij Leeds het clubrecord voor meeste doelpunten. Hij eindigde bij Leeds United met 238 doelpunten in 705 optredens, totdat hij net voor zijn 40e verjaardag besloot om met voetbalpensioen te gaan aan het einde van het seizoen 1985-86.
In datzelfde jaar kwam hij terug op zijn besluit en sloot zich aan bij achtereenvolgens Whitby Town en het Israëlische Hapoel Haifa. Voor beide teams kwam hij echter nooit in actie en in 1986 besloot hij definitief met voetbalpensioen te gaan.

## Interlandcarrière
Lorimer maakte op 5 november 1969 zijn debuut voor het Schotse nationale team in een WK-kwalificatiewedstrijd tegen Oostenrijk. In totaal speelde hij in 21 interlands mee waarin hij vier keer scoorde.
Hij kreeg in 1971 een verbod van de Schotse voetbalbond om nog uit te komen voor zijn land, nadat hij enkele interlandwedstrijden had overgeslagen vanwege zijn verblijf in Zuid-Afrika. De schorsing werd door de volgende bondscoach Tommy Docherty opgeheven, waarna hij weer kon uitkomen voor Schotland. Hij maakte deel uit van de Schotse selectie voor het WK 1974 in West-Duitsland, waar hij alle groepswedstrijden speelde en één van zijn vier doelpunten voor Schotland maakte in de wedstrijd tegen Zaïre.

## Activiteiten na voetbalcarrière en overlijden
Na zijn voetbalpensioen runde Lorimer de Commercial Inn Pub in de wijk Holbeck in de stad. Ook na zijn actieve carrière bleef Lorimer een toegewijde woordvoerder voor Leeds United, en altijd een van de eerste ex-spelers tot wie omroepen en journalisten zich wendden als de club in het nieuws was. Hij werkte als voetbalanalist bij wedstrijden voor BBC Radio Leeds en was columnist voor de lokale krant, de Yorkshire Evening Post. In het wedstrijdprogramma van de club schreef hij een aparte column (zijn laatste was de wedstrijd tegen Aston Villa op 27 februari 2021) en trad op als samenvatter voor Yorkshire Radio bij elke uitwedstrijd van Leeds.
Op 26 februari 2021 werd bekend dat Lorimer vanwege een langdurige ziekte in een hospice was geplaatst. Hij overleed een maand later, op 20 maart 2021, op 74-jarige leeftijd in Leeds.

## Erelijst
Leeds United
- Football League First Division
  - Winnaar: 1968–69, 1973–74
- FA Cup
  - Winnaar: 1971–72
  - Runner-up: 1969–70, 1972–73
- Football League Cup
  - Winnaar: 1967–68
- FA Charity Shield
  - Winnaar: 1969
  - Runner-up: 1974
- Jaarbeursstedenbeker
  - Winnaar: 1967–68, 1970–71
  - Runner-up: 1966–67
- Europacup I
  - Runner-up: 1974–75
- Europacup II
  - Runner-up: 1972–73

Individueel
- Leeds United's Speler van het Jaar: 1971–72
- Lid van Leeds United's beste team aller tijden